# Julio Salvador y Díaz-Benjumea
Julio Salvador y Díaz-Benjumea (Cádiz, 22 de mayo de 1910 - Madrid, 22 de junio de 1987) fue un militar y político español.

## Biografía
Nació en Cádiz el 22 de mayo de 1910. Durante su juventud ingresó en la Academia de Infantería de Toledo, donde obtuvo el grado de teniente en 1928. Al producirse el golpe de Estado de 1936, que después daría paso a la Guerra Civil se unió al bando sublevado. Número 1 de la IV y última promoción de Aviación de anteguerra, estaba destinado como teniente en el Grupo Breguet 19 de Tablada en julio de 1936. Pronto destacó con los cazas "Nieuport 52" que fue entregando el Parque Regional del Sur y después con los "Heinkel 51" importados de Alemania, aunque su consagración definitiva la lograría con los Fiat "CR32", una de cuyas escuadrillas mandó desde mayo de 1937 al 3 de octubre de 1938. Fue uno de los primeros integrantes de la Patrulla Azul y uno de los pocos ases españoles reconocidos, Máximo as en la Guerra Civil, después de García-Morato con 23 aviones y 1 globo abatidos durante el conflicto español. En 1938 fue derribado en el sector del Ebro, permaneció prisionero por las tropas republicanas en Cataluña hasta febrero de 1939, siendo liberado al final de la Campaña de Cataluña. Voló en guerra 1.066 horas, con unos promedios de 38 horas y 20 servicios por mes activo, casi iguales a los de Salas Larrazábal. Por sus méritos de guerra fue condecorado con la Medalla Militar Individual. Tras la guerra civil fue destinado en la posguerra al Grupo Fiat de Tablada, asume pronto la jefatura de la Escuela de Caza y en 1942 combatirá en la Segunda Guerra Mundial en la Luftwaffe alistándose en la Escuadrilla Azul, unidad aérea de voluntarios españoles, siendo comandante de la 2.ª Escuadrilla y relevando a Salas. Ya en 1969 fue nombrado Ministro del Aire cargo que desempeñó hasta 1974. Falleció el 22 de junio de 1987 con el grado de teniente general.